# دم‌پنبه‌ای اومیلتیم
دم‌پنبه‌ای اومیلتیم (نام علمی: Sylvilagus insonus) نام یک گونه از سرده خرگوشک دم‌پنبه‌ای است.